# Дај Лот (Белуно)
Дај Лот (итал. Dai Lot) је насеље у Италији у округу Белуно, региону Венето.
Према процени из 2011. у насељу је живело 13 становника. Насеље се налази на надморској висини од 376 м.